# 麥克阿瑟公路

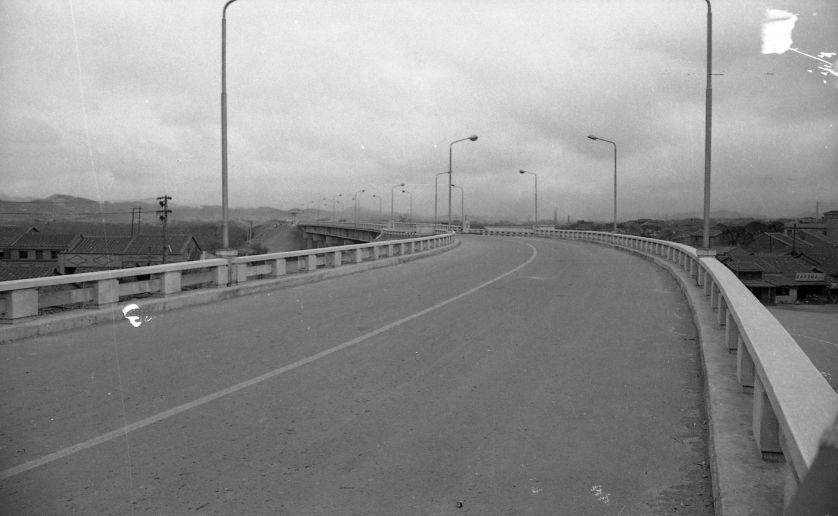
攝於1964年麥克阿瑟公路通車典禮時

麥克阿瑟公路（英語：MacArthur Thruway），簡稱麥帥公路，是臺灣第一條汽車專用道路（1964年5月2日—1977年7月10日），屬於等級接近於高速公路的雙車道快速道路，為今中山高速公路基隆－台北路段的前身。

## 沿革
麥克阿瑟公路於1961年5月正式開工，一開始的名稱叫作「北基二路」，後來又改名「北基新路」，最後以紀念美國二戰名將道格拉斯·麥克阿瑟將軍命名為「麥克阿瑟公路」。
該公路主線從臺北市南京東路羽毛球館（今臺北體育館）開始，經由正氣橋跨越基隆河後，經過內湖、汐止、五堵、六堵、七堵、八堵，迄於基隆市孝二路、忠四路口，全長22.65公里；另有一支線起自孝二路、忠四路口，往西北跨越縱貫鐵路，接著直角轉入中山一路後，止於基隆車站附近，全長0.75公里。工程分為兩個單位施工，臺北市區路段（南京東路四、五段）由臺灣省公共工程局道路工程處辦理，其餘路段則由臺灣省公路局北基二路工程處負責。
當年興建麥帥公路的用意係為紓解臺北—基隆間交通，並為提升作戰所需，決定比照國外高速公路形式，設計為封閉式的汽車專用公路。該公路是在美援協助之下完成，建設經費共計新臺幣二億六千多萬元，施工三年，於1964年5月2日完工通車，由時任臺灣省政府主席黃、中華民國交通部部長沈怡、美國駐華大使館代辦高立夫共同主持剪綵揭牌，並由臺灣省公路局的金馬號車隊開啟了臺灣高速公路運輸的紀元。麥帥公路完工通車後，與臺北市南京東路共同編為省道台5甲線。
麥帥公路全線共計32座橋樑、12座立體交叉道，並有隧道一座，即中興隧道。麥帥公路的兩端各設有一座收費站：過路費是大汽車新台幣十元、小轎車新台幣五元、軍車新台幣一元，啟用初期50cc以上的機車是為甲種車輛可以通行，直到後來將所有機車併入乙種車輛（三輪車、機車、腳踏車）則不得駛入。設定時速是平原區100公里、丘陵區80公里，通車初期一度先規定「80-60」，不久就開始實施「100-80」。但由於設計考量未臻周延，道路路幅不足8米（雙向各僅一線車道）、路中央無分隔島設計、部份路段無護欄，且用路人行車安全的觀念並不發達，常常造成車禍的發生，加上施工品質較差，麥帥公路通車後兩年間共發生51次車禍，傷亡高達273人。
隨後由於十大建設的推動，麥帥公路被劃入中山高速公路基隆臺北段，原有的省道編號在1978年先行解編。1979年中山高速公路通車後，麥帥公路僅存麥帥一橋至中山高速公路內湖交流道路段，路長僅餘二公里。該路段現已納入市區道路系統，1980年命名為南京東路六段（路兩側房屋地址至2009年始改編為南京東路六段）。另一部分據考，新北市汐止區康寧街東段及五堵交流道西邊的實踐路253巷，其一部分是高速公路截彎取直後，原麥帥公路舊線跡。由於部分路基已被雜草掩沒，只能從空照地圖大約看原先的路線。由此可知麥帥公路的路寬以現在的高速公路標準而言是不足的。
2019年6月，實踐路253巷因道路橋樑（七堵19、21號橋）老舊不堪負荷，基隆市政府開始拆除及改建原麥帥公路橋樑及路基。19號橋採半半施工、21號橋封閉施工，2020年7月11日先行開放改建後的21號橋通車，19號橋在幾天後也完工通車。

## 外部連結
- 國家文化資料庫 - 麥帥公路 （页面存档备份，存于）
- 麥克阿瑟公路
- 公路邦電子報 - 麥帥公路被遺忘的片段　文／貓砂（页面存档备份，存于）
- 臺灣第一條高速公路：Hic et ubique ：Xuite日誌（页面存档备份，存于）
- 【時光土場】走揣台灣的第一條高速公路─麥帥公路舊線跡踏查 （页面存档备份，存于）